# Montez de Durango
 (août 2020).
Montez de Durango est un groupe de musique chicano originaire de Chicago, qui joue du pasito duranguense. Fondé en 1996 par José Luis Terrazas, il réalise de nombreux concerts en Amérique du Nord, principalement au Mexique et aux États-Unis.

## Histoire
Le groupe est fondé en 1996 à Chicago par José Luis Terrazas. Ses membres sont originaires de l'État de Durango, au Mexique. Il commence à devenir populaire progressivement, dans les communautés hispaniques mexicaines, en jouant les week-ends dans des fêtes populaires et dans les night-clubs de Chicago, où ils adoptent un style caractéristique.
Ce groupe obtient un grand succès aux États-Unis avec l'album Sube y baja, sorti en 2002 et disque de platine. L'album De Durango a Chicago se vend lui aussi à plus d'un million d'exemplaires.
Après avoir remporté un succès aux États-Unis, à partir de 2004, il commence à se produire au Mexique où il reçoit un bon accueil. En février 2005, ils sortent Y sigue la mata dando, qui se place rapidement en tête des classements musicaux dans les deux pays. Le premier titre de l'album, Adiós amor te vas, est écrit par Juan Gabriel. Le 7 avril 2005, ils interprètent une chanson en hommage à la chanteuse Selena lors du concert-événement Selena ¡Vive! (en), devant 71 000 personnes.
En 2005, le groupe se sépare d'une partie de ses membres dans un but de renouvellement de ses rangs, changement qui n'est pas lié à des désaccords internes. Au cours de son existence, le groupe joue ainsi le rôle de « pépinière d'excellents musiciens » et fait émerger de « jeunes talents ». La formation entame la même année une tournée à travers le Mexique, avec un premier concert à Monterrey.
Ils préparent un projet mêlant le reggaeton à leur style habituel. Intitulé, La Historia Continúa, celui-ci doit être dévoilé en février 2006.

## Style musical
Le groupe adopte le genre musical pasito duranguense. Ce genre musical est proche de la musique norteña, mais est originaire de l'État de Durango. Pour le journal El Siglo de Torreón, son style est une combinaison de musique merengue et norteño.

## Membres
- José Luis Terrazas (leader du groupe, animateur et showman du tambour)[1]
- Alfredo Ramírez Corral (première voix, et compositeur des thèmes)
- Daniel Terrazas (claviers)
- José Luis Terrazas Jr. (batteriie)
- Ismael Mijares (basse)
- Francisco López (claviers)